# Hibrildes venosa
Hibrildes venosa is een vlinder uit de familie van de Eupterotidae. De wetenschappelijke naam van de soort is voor het eerst geldig gepubliceerd in 1896 door Kirby.